# Walpole, Massachusetts
Walpole är en ort i Norfolk County i delstaten Massachusetts, USA.